# Geranomyia laudanda
Geranomyia laudanda är en tvåvingeart som först beskrevs av Alexander 1938.  Geranomyia laudanda ingår i släktet Geranomyia och familjen småharkrankar. Inga underarter finns listade i Catalogue of Life.